# Joel B. Green
Joel B. Green (7 maggio 1956) è un biblista e teologo statunitense, ministro ordinato della Chiesa Metodista Unita.
Direttore generale della Wesley Study Bible, testo di riferimento della Chiesa Metodista e redattore per il Nuovo Testamento della Common English Bible, è stato redattore del Journal of Theological Interpretation nonché membro dei comitati editoriali delle riviste Science and Theology e Science and Christian Belief.
È stato decano associato del Center for Advanced Theological Study e professore di Interpretazione del Nuovo Testamento al Fuller Theological Seminary di Pasadena, in California.

## Biografia
Nel 1978, Green conseguì il Bachelor of Science alla Texas Tech University e, quattro anni pi tardi, il Master of Theology alla scuola teologica "Lois Craddock Perkins " della Southern Methodist University. Nel 1985, completò il dottorato in Filosofia presso l'Università di Aberdeen, in Scozia.
Dal '92 al '97, fu professore associato di interpretazione del Nuovo Testamento all'American Baptist Seminary of the West e alla Graduate Theological Union di Berkeley, California. Nel decennio successivo, fu docente presso il Seminario di Asbury a Wilmore, nel Kentucky, decano della scuola teologica e provost dell'ateneo, prima di ottenere la docenza di Professore di interpretazione del Nuovo Testamento al Seminario Teologico Fuller di Pasadena, in California.
Nel 2011, Green fu nominato responsabile del gruppo di traduttori del New International Commentary on the New Testament ("Nuovo commento internazionale sul Nuovo Testamento", NICNT). È stato presidente della Society of Biblical Literature e membro del consiglio direttivo dell'Istituto per la ricerca biblica.

## Pubblicazioni
Ha scritto e curato una trentina di libri, fra i quali: Dictionary of Jesus and the Gospels,The Gospel of Luke (a volume of the New International Commentary on the New Testament), Jesus of Nazareth: Lord and Christ: Essays on the Historical Jesus and New Testament Christology, What about the Soul?, Neuroscience and Christianity Anthropology'.
Inoltre, scrisse numerosi articoli e capitoli di opere indrrizzate sia a un pubblico accademico sia a lettori generici. È stato il primo autore delle seguenti opere selezionate:
- Joel B. Green, The Theology of the Gospel of Luke, New Testament theology, Cambridge & New York, Cambridge University Press, 1995, ISBN 978-0-521-46529-8, OCLC 30736535.
- Joel B. Green, The Gospel of Luke, New International Commentary on the New Testament, Grand Rapids, MI, Eerdmans, 1997.
- Joel B. Green e Mark D. Baker, Recovering the scandal of the cross : atonement in New Testament & contemporary contexts, Downers Grove, IL, InterVarsity Press, 2000, ISBN 978-0-8308-1571-5, OCLC 44066966.
- Joel B. Green, Paul J. Achtemeier e Marianne Meye Thompson, Introducing the New Testament: its literature and theology, Grand Rapids, MI, Eerdmans, 2001, ISBN 978-0-8028-3717-2, OCLC 46359313.
- Joel B. Green, Reading Scripture as Wesleyans, Nashville, TN, Abingdon Press, 2010, ISBN 978-1-4267-1991-2, OCLC 893092626.